# Tokugawa
De Tokugawa-clan (徳川氏, Tokugawa-shi) was een Japanse dynastie en het heersende shogunaat tijdens de Edoperiode of Tokugawa-periode.
Tijdens deze periode kende Japan relatieve vrede en stabiliteit maar voerde de Tokugawa ook een isolationistisch beleid waardoor Japan grotendeels afgezonderd werd van de buitenwereld.

Embleem van de Tokugawa

## Oorsprong
De Tokugawa-clan vindt zijn oorsprong bij Minamoto Yoshiie (AD 1041) van de Seiwa Genji-lijn. Hij had een zoon Yoshikuni die naar Ashikaga in Shimotsuke ging en daar een huis met een groot stuk grond kocht. Yoshikuni's oudste zoon Yoshishige koos voor de naam Nitta, en zijn jongere zoon Yoshiyasu behield de naam van Ashikaga. Yoshishige's zoon koos op zijn beurt voor de naam Tokugawa.

### Sengoku-periode
Het was in de Sengoku-periode dat de Tokugawa-clan zeer machtig begon te worden onder Tokugawa Ieyasu, eerder bekend als Matsudaira Takechiyo (松平竹千代).
Oda Nobunaga was gestart met de unificatie van Japan en kreeg al zeer snel de Imagawa-clan met bondgenoten waaronder Matsudaira Takechiyo, daimyō van Mikawa, tegen zich gekeerd.
Bij de slag bij Okehazama, waar de Imagawa en Matsudaira numeriek het voordeel hadden, zou Oda Nobunaga een beslissende overwinning halen door een verrassingsaanval op het  kamp van de Imagawa uit te voeren en de daimyō van de Imagawa, Yoshimoto, te vermoorden.
Een direct effect hiervan was dat Matsudaira Takechiyo van een verslagen Imagawa gebruik maakte om zich onafhankelijk te maken van de Imagawa en zijn eigen positie te versterken in Mikawa. In 1566 zou Matsudaira Takechiyo met toestemming van het keizerlijk hof zijn naam veranderen in Tokugawa Ieyasu, en beweerde zo van de Minamoto-clan af te stammen. Hier is echter nog geen bewijs voor gevonden. Met deze naamsverandering zien we de opkomst van de modern bekende Tokugawa-clan.
Matsudaira Takechiyo hielp de Oda verder met de unificatie van Japan tot Akechi Mitsuhide Oda Nobunaga op 21 juni 1582 doodde in de Honnōji tempel.
Hashiba Hideyoshi zou later wraak nemen en Akechi Mitsuhide doden bij de slag van Yamazaki.
Door de dood van Oda Nobunaga barstte de strijd om de macht in centraal Japan los tussen Toyotomi Hideyoshi en Shibata Katsuie, Tokugawa Ieyasu zou hier vooral neutraal blijven.
Hideyoshi won de slag bij Shizugatake van Katsuie en daarmee ook controle over centraal Japan waarna hij de unificatie van Japan zou doorzetten. Hij slaagt hierin in 1590 met de overwinning over de Hōjō-clan. Op vraag van Hideyoshi ruilde Ieyasu al zijn originele provincies in ruil voor de provincies van de pas overwonnen Hōjō-clan. In de opvolgende jaren versterkt Ieyasu zijn positie in zijn nieuwe provincies tot 1593 wanneer hij ontboden wordt aan het hof van Hideyoshi, om een troepenmacht te leiden als reserve voor de Koreaanse invasie die Hideyoshi het jaar ervoor was gestart. 5 jaar later zal Hideyoshi sterven op 18 september, 1598.

#### Het begin van het Tokugawa-shogunaat
Voor zijn dood zou Hideyoshi 5 regenten aanduiden om Japan te regeren in naam van zijn zoon Toyotomi Hideyori. Deze 5 personen waren Maeda Toshiie, Môri Terumoto, Ukita Hideie, Uesugi Kagekatsu en Tokugawa Ieyasu. De komende jaren zou Ieyasu allianties aangaan met verschillende daimyō om zijn macht verder uit te breiden. In 1599 zou Maeda Toshiie sterven waarna Ieyasu het Osaka kasteel zou innemen, waar Hideyori verbleef, en zo de 3 overgebleven regenten zich tegen Ieyasu zouden keren. In het jaar 1600 zou een machtige daimyô genaamd Ishida Mitsunari met de steun van Terumoto, Hideie en Kagekatsu de oorlog verklaren aan Ieyasu. Ieyasu zou echter op 21 oktober 1600 bij de slag van Sekigahara een beslissende overwinning behalen op zijn vijanden, en werd zo de alleenheerser van Japan. Het begin van het Tokugawa-shogunaat was nu een feit.

## Edoperiode

### Japans isolatiedoctrine
In 1639 ging het Tokugawa-shogunaat over tot sakoku, een algehele nationale afsluiting. Met uitzondering van Nederland, China en Korea werden alle diplomatieke, economische en politieke relaties met het buitenland volledig verbroken en pas in 1854 zou de officiële heropening van de archipel plaatsvinden.
De aanleiding tot de afsluiting van het land was geen plots gebeuren. Hoewel contacten met westerse mogendheden door Oda Nobunaga werd aangemoedigd, vooral om de behoefte voor wapens en handel, kreeg het toch kritiek van Ieyasu en Hideyoshi. Beide vreesden namelijk dat de zwaarbevochten eenheid van Japan in gevaar zou komen door westers imperialisme. De kolonies in meerdere werelddelen spraken voor zich. Volgens zowel Hideyoshi als Ieyasu zou het christendom, dat beschouwd werd als de grootste bron van westerse invloed, uiteindelijk het verenigd Japan van macht beroven en uiteindelijk volledig inpalmen. Verder was er ook de vrees voor de 'christelijke daimyō' van Kyushu. Deze daimyō gebruikten namelijk westerse wapens, komende bijvoorbeeld van Portugese handelaars, om hun macht op de domeinen te versterken. In ruil voor westerse wapens, steunden de daimyō veelal de jezuïeten en lieten soms verplicht de volledige lokale bevolking bekeren.
Het isolementsbeleid zou uiteindelijk in 5 richtlijnen afgekondigd worden tussen 1633 en 1639 door de shogunale raadgevers (Rôjû) te Edo en doorgestuurd naar de magistraten (Bugyô) van Nagasaki. 
De inhoud luidde in grote trekken:
- Verbanning van christelijke missionarissen en handelaars.
- Uitsluiting van het christelijke geloof.
- Verbodsbepaling voor Japanners om de archipel te verlaten, evenals voor uitgeweken Japanners om nog terug te keren.

Na het vrijwillig vertrek van de Engelsen en de verbanning van de Spanjaarden en de Portugezen bleef als enige westerse mogendheid Nederland over.

#### Nederlandse aanwezigheid
Na het vertrek van andere westerse mogendheden, bleef Nederland als enige over. Dit kwam onder andere door de bloeiende handel, maar ook om de fundamentele reden dat Nederland in staat was Japan op de hoogte te houden van de westerse cultuur, en van de politieke en economische ontwikkelingen in Europa, het verre onbekende werelddeel.
In 1641 vond de Nederlandse verplaatsing plaats van Hirado naar Deshima ('voor-eiland' of 'eiland dat in de baai uitsteekt'). Dit schiereiland van 70 op 180 meter groot, slechts door een stenen brug verbonden met het vasteland, werd op bevel van de shôgun in 1634 geconstrueerd in de baai van Nagasaki met de bedoeling hier de Portugezen te huisvesten. De Nederlandse factorij verbleef hier tot de openstelling van Japan. De vrijheid van de Nederlanders werd beperkt door nieuwe maatregelen zoals bijvoorbeeld:
- Verplicht verblijf op Deshima

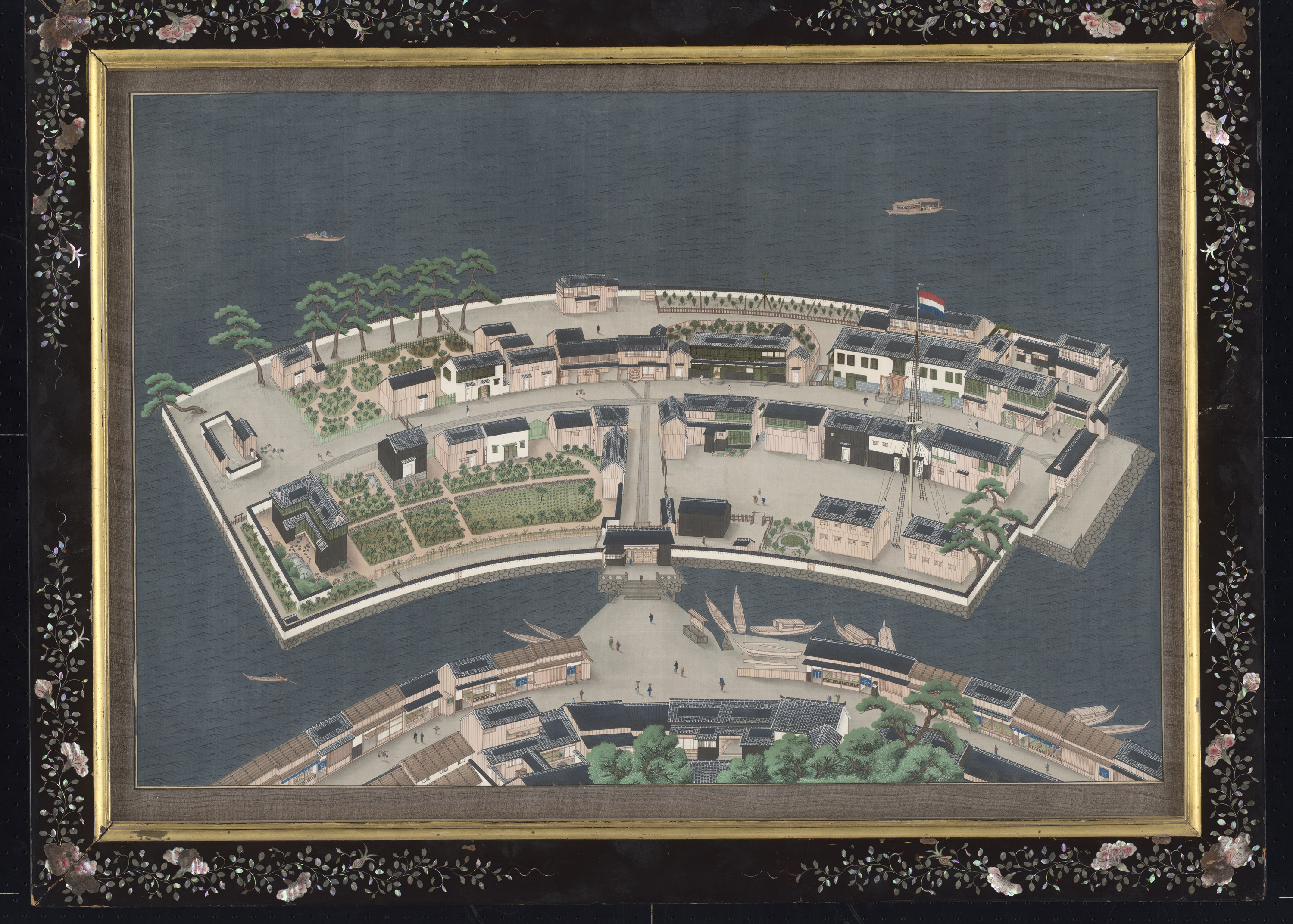
schaalmodel van deshima

- Verbod om vrouwen of kinderen mee te brengen.
- Opgelegde vertrekdatum van de handelsschepen.
- De aanstelling van een 'opperhoofd' voor de maximale duur van 1 jaar

Deze maatregelen bleven ongewijzigd van toepassing gedurende de isolatieperiode waardoor de Hollanders dan ook hun bewegingsvrijheid verloren.
verder werd de import van alle boeken met ook maar de minste verwijzing naar christendom verboden.
De Factorij kon de feodale gewoonte evenmin vermijden. De Nederlanders moesten te Edo net zoals de daimyō, de shôgun eer betuigen. Elk jaar diende het factorijhoofd, vergezeld van factorijdokter, de secretaris en een hele stoet Japanse officiëlen en bedienden de hofreis naar de andere kant van Japan te ondernemen. Ze waren echter verondersteld interessante, maar zeker ook waardevolle geschenken mee te nemen. Deze reis naar het hof van de shōgun duurde gemakkelijk drie maanden en het plannen van de reis vereiste ook nog eens maanden aan planning. Deze lange reizen waren echter van groot belang op lange termijn aangezien er wederzijdse kennis van beide landen werd uitgewisseld. Het totaal aantal hofreizen tussen 1633 en 1850 zou 186 zijn.
Vanaf  1641 moesten de Nederlanders schriftelijk verslag uitbrengen aan het bakufu over de Spaanse en Portugese activiteiten in Azië. Deze jaarlijkse rapporten werden fûsetsugaki genoemd. Later werd de inhoud verruimd tot nieuws over Indië en China. Veel belang werd er gehecht aan informatie over de politieke ontwikkelingen in Europa. De Nederlandse rapporten waren dus een van de weinige informatie bronnen waar het geïsoleerde Japan over beschikte.

### Korte groei
Door de vele beperkingen die opgelegd werden aan de buitenlandse handel en invoer van technologie hebben beslist de economische ontwikkeling van 
het Tokugawa-Japan belemmerd. De langdurige vrede die voortkwam onder dit nieuwe leiderschap had echter, vooral in het eerste decennia van het shogunaat, een groei van de binnenlandse economie tot gevolg. Een aangroei van de landbouwproductiviteit door de verbetering van landbouwmethoden en regionale specialisatie van de gewassen ging samen met een geweldige stijging van de stedelijke bevolking en een expansie van de geldeconomie door de bloei van handel en nijverheid. In de 18de eeuw zou de landbouw echter een limiet bereiken naarmate de productiviteit betreft net zoals de oppervlakte bebouwbare grond volgens de toen bekende landbouwmethoden. Hierdoor veranderde de prioriteit naar meer en meer naar de handel.

### Japanse familie
In de confucianistische principes van de Tokugawa-maatschappij speelde de familie een centrale rol. Ze vormde de basiseenheid van de lokale administratieve en sociale organisatie. Zoals de Japanner de autoriteit binnen de familiestructuur aanvaardde, moest hij zich onderwerpen aan zijn onmiddellijke meerdere en uiteindelijk aan de shôgun. Het dagelijkse familiale leven en de opvoeding in de confucianistische geest vormde een belangrijke geestelijke achtergrond en constante kracht achter de maatschappelijke verhoudingen.

#### Ie (家)
De 'ie',typische huishoudelijke eenheid van de pre-moderne periode, was in de eerste plaats een corporatie die eigendom bezat en een productiesysteem beheerde. Een 'ie' bestond uit samenwonende personen die die sociaal en economisch een eenheid vormden; gebonden door landbezit en/of overdracht van eigendom, beroep en culturele erfenis. De groep omvatte, afhankelijk van de situatie, naast een twee-generaties familie, broers en zussen van het familiehoofd tot aan huwbare leeftijd ook ondergeschikten in het familiale bedrijf en huishoudelijke hulpjes.
Huisgenoten verlieten de 'ie' door uitsluiting, huwelijk, adoptie of door een 'bij-ie' op te richten.
Anderen werden erin opgenomen via huwelijk of adoptie. Een 'bij-ie' werd als onderverdeling van de stamfamilie gesticht door een gehuwde van het familiehoofd of door een in deze hoedanigheid erkende medewerker.
In de 'ie' was de economische bezigheid van de groep en hoe elk van de leden hiertoe bijdroeg, eerder dan onderlinge verwantschapsrelaties, van groot belang. Onderdeel van de groep was wie de economische doeleinden ervan hielp realiseren. Het concept van de 'ie' die als eenheid het individu oversteeg, omsloot buiten de leden van de groep op een bepaald tijdstip ook het huis zelf waarin dezen woonden met de bezittingen, de begraafplaats van de voorouders, het landgoed en de benodigdheden in het familiebedrijf.
Deze continue eenheid bekleedde een vaststaande positie in de dorpsgemeenschap en voor de reputatie of het belang van de 'ie' werd elk van de leden verwacht af te zien van zijn persoonlijke wensen of verlangens.
ieder leefde in overeenstemming met de specifieke familietradities die vooral in oudere families van rijke landheren of samurai als expliciete regels geformuleerd waren. Ook de religieuze, rituele verbondenheid door de voorouderverering beïnvloede de onderlingen samenhorigheid en solidariteit. De familiale positie en eer gebeurden hierdoor vanwege een zeker plichtsgevoel tegenover de doden, die evenzeer als de levenden deel uitmaakten van de 'ie'.

## Ondergang

### Meiji restoratie

#### Perry arriveert
Het Tokugawa-shogunaat had bijna 250 jaar confrontatie met het westen kunnen vermijden. Echter in 1853 zou Japan met de komst van Matthew Calbraith Perry voor het eerst een confrontatie niet uit de weg kunnen gaan. Met 4 oorlogsschepen onder hem stelde Perry zich zeer autoritair op, met als doel het Japanse bakufu een verdrag in voordeel van Amerika af te dwingen en te laten zien dat ze geen tegenspraak dulden. Dit werd zeer duidelijk toen Japanse schepen rond de Amerikaanse schepen voeren volgens gewoonte, waarop de Perry antwoordde dat het niet volgens Amerikaanse gewoonte is en als de schepen niet verdwenen waren binnen 15 minuten, hij niet zou instaan voor de gevolgen. Perry gaf het bakufu een jaar om een antwoord klaar te hebben. Op 13 februari 1854 verscheen Perry weer in Japan zonder dat het bakufu een coherent beleid in verband met het verdrag klaar had. Onder de dreiging dat er een vloot van meer dan 100 oorlogschepen onderweg was richting Edo, dwong Perry het bakufu op 31 maart 1854 tot het sluiten van het Nichi-Bei Washin Jôyaku, het Japans-Amerikaanse vriendschapsverdrag. Het verdrag stelde dat:

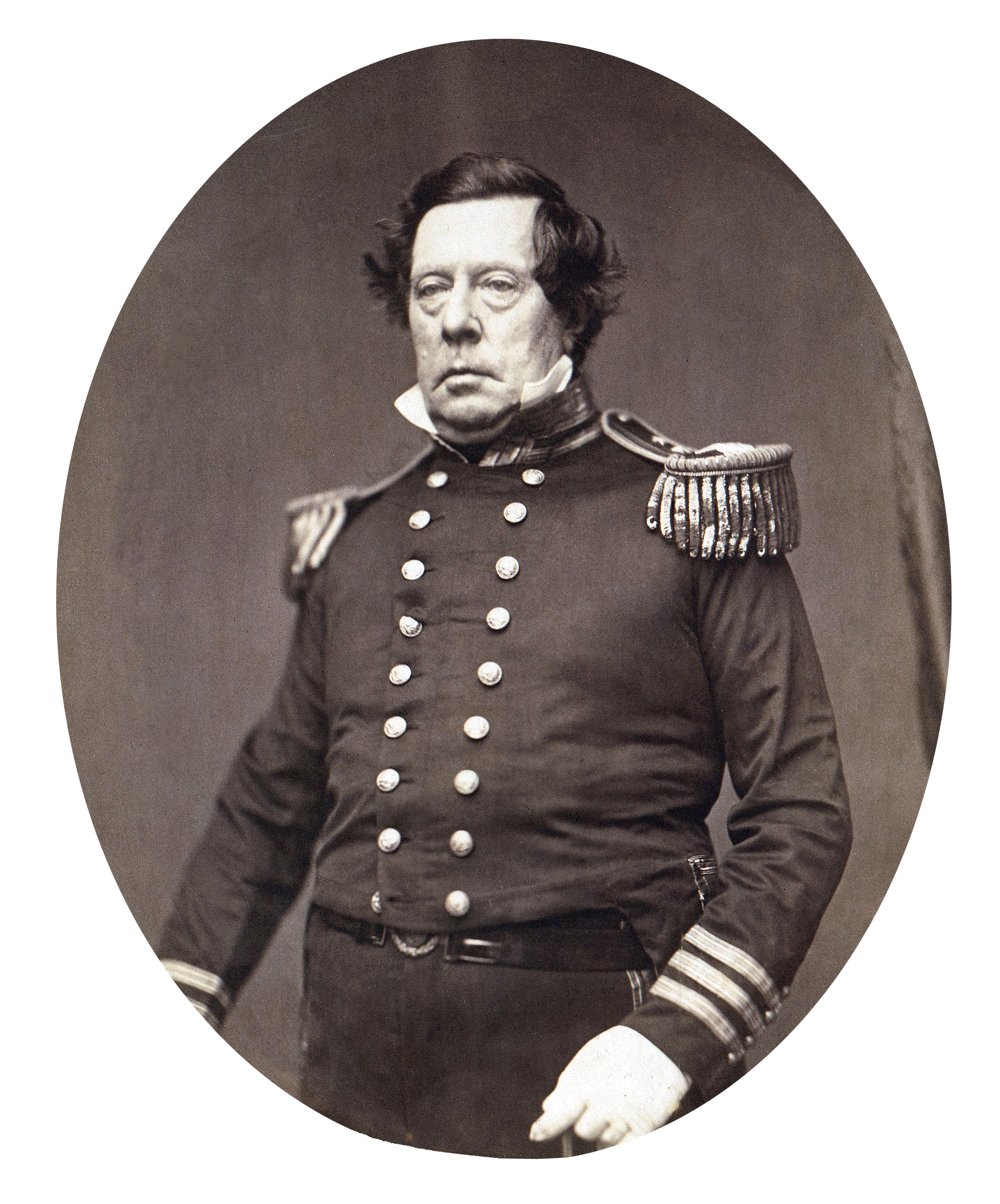
Matthew Perry

1. Om Amerikaanse schepen te voorzien van drinkwater, voedsel en brandstof.
2. In de stad Shimoda zou een Amerikaanse consul gestationeerd worden.
3. De Verenigde Staten zouden door Japan als meest begunstigde natie behandeld worden.

Met dit ongelijke verdrag kwam een einde aan het isolements beleid van Japan en zou er toe leiden dat er gelijkaardige verdragen worden afgesloten met Groot-Brittannië, Rusland en Nederland.

#### Weg met het bakufu
Mede wegens het lange isolement van Japan en Confucianisme was Xenofobie tegenover alles wat niet Japans was, enorm gestegen. Na de openstelling van het land en de vrije handel stelden niet alleen het volk, maar ook de samurai het steeds economisch slechter. Het Tokugawa-bakufu werd hiervoor verantwoordelijke gesteld aangezien zij de buitenlander hadden binnengelaten. De roep naar het verdrijven van de buitenlanders werd steeds luider en luider met vele conflicten tussen beide kampen tot gevolg, waaruit duidelijk werd dat verzet tegen de buitenlanders geen zin had. Satsuma en Chôshû waren beiden in aanvaring gekomen met zowel de buitenlanders als het bakufu, en leidde beiden nederlagen wat hun ertoe aandreef om hun beleid aan te passen en drastisch te moderniseren met het westen als model.
De groei van de anti-bakufu factie, boerenopstanden en algemene chaotische sociale onrust leidde ertoe dat de voormalige heer van Tosa, Yamanouchi Toyoshige, een formule voor bestuur met participatie aan de shôgun voor te stellen. Dit voorstel had tot doel de extreme anti-bakufu elementen en onrust weer onder controle te krijgen. Aan shôgun yoshinobu werd voorgesteld dat hij zijn bevoegdheden aan de keizer zou teruggeven en dat onder de supervisie van de keizer een hogerhuis opgericht zou worden, bestaande uit aristocraten en daimyô, en een lagerhuis bestaande uit samurai en vertegenwoordigers van het gewone volk. Binnen dit stelsel zou voor de Tokugawa nog de belangrijke functie van eerste minister weggelegd zijn. Shôgun Yoshinobu aanvaarde dit voorstel en gaf op 9 november 1867 zijn bevoegdheden terug aan de keizer. Hiermee komt een einde aan het Tokugawa-shogunaat dat 265 jaar de macht over Japan in handen had.
Nadat het nieuwe bewind de resterende macht van het oude bakufu in een politieke structuur-hervorming afnam, namen de bakufu-getrouwe troepen de wapens op. Deze slecht slecht uitgeruste troepen waren echter geen partij voor de moderne strijdkrachten van het nieuwe bewind, en werden vlak voor Kyôtô verslagen door een gecombineerde troepenmacht van satsuma en chôshû.
Na deze nederlaag en de overgave van het kasteel te Edo was het oude Tokugawa-bakufu hun slagkracht verloren.

## Voetnoten
1. ↑  De Nederlanders en Engelsen waren zuiver handelaars, zonder religieuze motieven.
2. ↑  Het bakufu was de militaire regering onder een shôgun.
3. ↑  'i' komt overeen met het Nederlandse woord 'huis'.

### Boeken
- Vande Walle, Willy Een geschiedenis van Japan: Van samurai tot soft power, ISBN 978-9-462-92039-2
- A. L. Sadler. The Maker of Modern Japan: The Life of Shogun Tokugawa Ieyasu, ISBN 978-0-415-58791-4
- G. Sansom. "A history of Japan 1615-1867", ISBN 978-0-804-70526-4
- The journal of William Speiden (1852-1855) "with Commodore Perry to Japan", ISBN 978-1-612-51238-9

### Wetenschappelijke thesissen
- V.I. De Japanse familie tijdens de Tokugawa-periode. Ku Leuven, 1984
- T.I. De Hollandse aanwezigheid in Japan tijdens de isolatieperiode (1639-1854): belang en invloed. Ku Leuven, 1990
- S.B. Een biografie van Oda Nobunaga, de economische drijfkracht van een sengoku-daimyô. Ku Leuven, 1998-1999